# Canon EOS 400D
350D 450D
Le Canon EOS 400D DIGITAL, appelé DIGITAL REBEL XTi en Amérique du Nord et Kiss Digital X au Japon, est un appareil photographique reflex numérique au format APS-C de 10,1 mégapixels fabriqué par Canon et sorti en août 2006.

## Description
Sa monture supporte les objectifs EF et EF-S. La taille de son capteur APS-C est de 22,2 × 14,8 mm, ce qui est 1,6 fois moindre qu'un film 24 × 36 mm. Les correspondances de focale sont donc à multiplier par 1,6 pour retrouver des « valeurs connues » (ex. : le champ couvert par un objectif de 50 mm équivaut à celui couvert par un 80 mm avec un film 35 mm).
On peut lui ajouter tout type de flash compatible avec la technologie E-TTL II.
Par rapport au Canon EOS 350D DIGITAL, outre un capteur de 10,1 mégapixels au lieu de 8 mégapixels, un écran plus large (2,5 pouces) et le processeur d'images DIGIC II, il dispose d'un système de nettoyage des poussières du capteur. 
L'appareil est fourni avec le logiciel Digital Photo Professional.
Son remplaçant est le Canon EOS 450D sorti en 2008.

#### Livres
- Martin Barzilai et Claude Tauleigne, Canon EOS 400D, Bichromia, 2007  (ISBN 2-9165-6802-6)
- Charlotte Lowrie, Canon EOS 400D, CampusPress, 2007  (ISBN 2-7440-2161-X)
- Vincent Luc, Maîtriser le Canon EOS 400D, Paris, VM, 2007, 315 p., broché (ISBN 978-2-212-67277-0)
- Jean-François Vibert, Le Guide du Canon EOS 400D, Micro Application, 2006  (ISBN 2-7429-6602-1)

#### Articles
- « Grand comparatif 10 Mpix ! », dans Chasseur d'Images  (ISSN 0396-8235), no 288, novembre 2006
- Vincent Luc, « Canon EOS 400D. Enfin l'anti-poussière », dans Réponses Photo  (ISSN 1167-864X), no 176, novembre 2006
- « 4 kits à 800 €. Lequel choisir ? Canon EOS 400D, Nikon D40x, Olympus E-410, Sony Alpha 100 », dans Réponses Photo  (ISSN 1167-864X), no 184S, juillet 2007